# Grup de la mel·lilita
El grup de la mel·lilita és un grup de minerals de la classe dels silicats amb composició químicament similar. Rep el seu nom del grec meli (mel) i lithos (pedra). Va ser descrita originalment l'any 1796 a Capo di Bove, Província de Roma, Itàlia.

## Característiques
Tots els minerals del grup tenen una composició química semblant. Tots ells són sorosilicats tetragonals amb un anió (Si₂O₇)6- o bé un derivat, amb la fórmula general Ca₂M (X SiO₇), on M representa un catió divalent o trivalent de mida petita, mentre que X és silici, alumini o bor. En general, quan M és trivalent, un àtom de silici està reemplaçat per alumini o per bor, però la càrrega elèctrica també pot estar balancejada mitjançant la substitució acoblada del Ca2+ per un ió monovalent i M3+ per M2+, com succeeix amb l'alumoakermanita.

## Minerals del grup

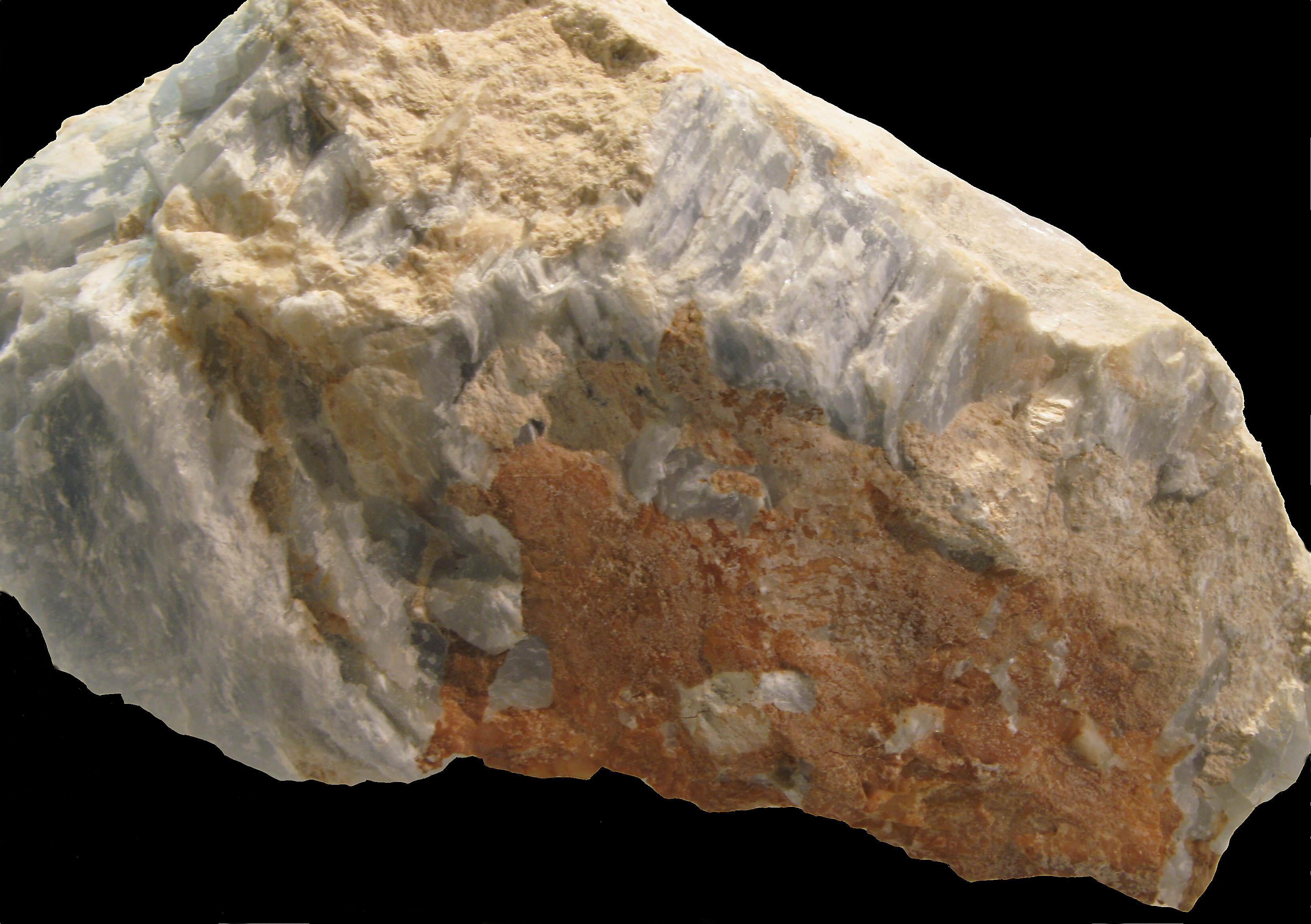
Exemplar d'åkermanita del museu de Bonn

El grup de la mel·lilta està format per les següents 8 espècies minerals: åkermanita, alumoåkermanita, ferrigehlenita, gehlenita, gugiaita, hardystonita, hidroxilgugiaïta i okayamalita.

### Åkermanita
L'åkermanita, amb fórmula Ca₂Mg(Si₂O₇), rep el nom del metal·lúrgic suec Anders Richard Akerman. Acostuma a ser un mineral incolor o groguenc, que cristal·litza en el sistema tetragonal.

### Alumoåkermanita
L'alumoåkermanita, amb fórmula (Ca, Na)₂(Al, Mg, Fe2+)(Si₂O₇), és un mineral que pertany al grup de la mel·lilita.

### Ferrigehlenita
La ferrigehlenita, amb fórmula Ca₂Fe3+AlSiO₇, és considerat un terme extrem del grup, és a dir, un mineral que es troba a l'extrem final del grup en termes de puresa.

### Gehlenita

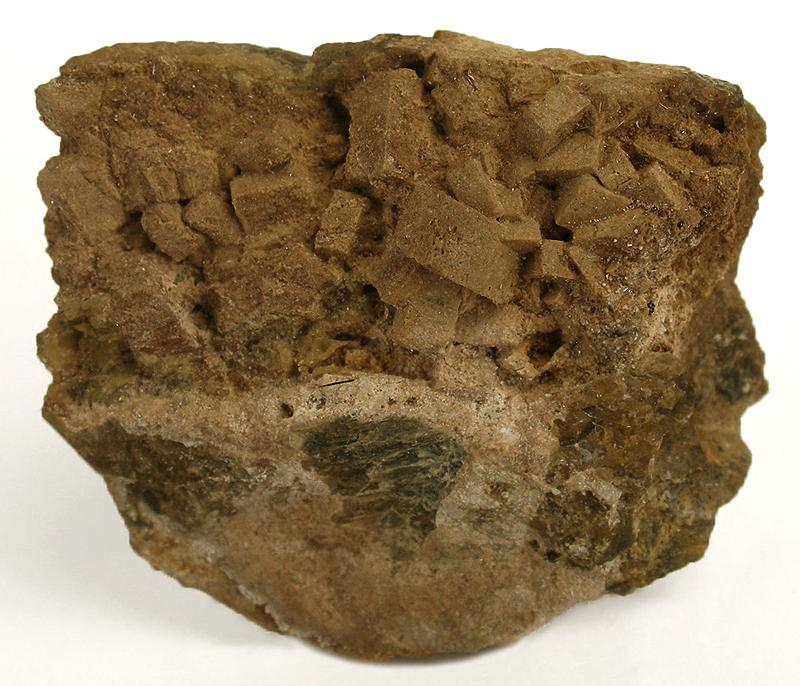
Gehlenita

La gehlenita, amb fórmula Ca₂Al(AlSiO₇), és un mineral que rep el seu nom del químic alemany Adolf Ferdinand Gehlen (1775-1815). L'exemplar tipus d'aquest mineral prové del mont Monzoni, a la Vall de Fassa, Trento, Itàlia.

### Gugiaïta
La gugiaïta, amb fórmula Ca₂Be(Si₂O₇), és un mineral incolor que pertany al grup de la mel·lilita. Va ser descobert el 1962 i l'exemplar tipus és de la vall Gujia, Xina.

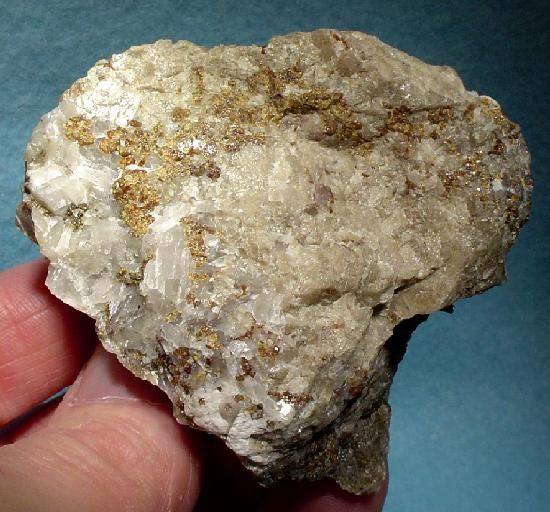
Hardystonita, amb clinohedrita i calcita

### Hardystonita
La hardystonita, amb fórmula Ca₂Zn(Si₂O₇), va ser descrita per primera vegada l'any 1899 per John E. Wolff, a Hardyston Township, Nova Jersey, Estats Units. A la llum del dia, la hardystonita és un mineral blanc massiu anodí, que es pot diferenciar de la calcita per la manca de fractura i per la seva lluentor una mica grassa.

### Okayamalita
L'okayamalita, amb fórmula Ca₂B(BSiO₇), és un mineral blanquinós que pertany al grup de la mel·lilita. Rep el seu nom de la prefectura d'Okayama, al Japó, ja que el primer exemplar va ser identificat a la mina Fuka, a la ciutat de Takahashi.